# Древнефризский язык
Древнефри́зский язы́к — западногерманский язык, ранняя форма фризского языка в период с VIII по XVI век. На нём говорили фризы, жившие на территориях между Синкфалом и Везером и в Южной Ютландии на европейском побережье Северного моря. Древнефризский развился в среднефризский язык, на котором говорили с XVI по XIX век.

## История
О языке поселенцев региона между Зёйдерзе и Эмсом периода поздней античности (фризии, известные по трудам Плиния и Тацита) свидетельствуют только несколько личных имён и географических названий. Ещё тогда Плиний в своей классификации германских племён объединял фризов в одну группировку с англами и саксами, которую называл общим именем ингвеонов; этот факт в XX веке послужил толчком к появлению теории ингвеонских языков.
В раннем средневековье Фризия простиралась от окрестностей Брюгге в современной Бельгии до берегов Везера в северной Германии. Племена, в течение V века переселявшиеся в Англию из нынешних северной Германии и Дании, происходили из того же региона и говорили на приблизительно таком же языке, что и население средневековой Фризии; этот факт объясняет высокую степень близости древнефризского и древнеанглийского языков.
В то время на фризском языке говорили на всём южном побережье Северного моря. Этот регион назывался Великой Фризией (лат. Magna Frisia), и многие её районы до сих пор хранят фризское наследие. Однако к 1300 году её границы откатились до Зёйдерзе (ныне Эйсселмер), и фризский язык на побережье сохранился только в виде субстрата.
В VIII веке, видимо, вследствие войн с франками и набегов викингов, часть фризов мигрировала к северу и заселила остров Гельголанд и Северо-Фризские острова. Вторая волна миграции произошла около 1100 года и привела к заселению прилегающего к Северо-Фризским островам континентального побережья. Часть переселенцев двигалась в восточном направлении и осела вблизи Ольденбурга. Так появилось ещё два очага фризского языка и культуры.

## Фонетика
В целом, древнефризский язык фонетически очень похож на древнеанглийский. В частности, ему присуща палатализация заднеязычных согласных, характерная для древнеанглийского. Например, в то время как близкородственные древнесаксонский и древненидерландский сохранили заднеязычную форму dag, в древнефризском она трансформировалась в dei, а в древнеанглийском — в dæġ [dæj]. Прагерманская [k] перед гласными превратилась в [tʃ], на примере слова церковь: в древнефризском — tzirke или tzerke, в древнеанглийском — ċiriċe [ˈtʃiritʃe], в то время как в древнесаксонском и древненидерландском — непалатализованная форма kirika. Ещё одна общая черта — это англо-фризское просветление, которое переводит a в e при некоторых обстоятельствах. В безударных слогах o переходит в a, а i — в e, как и в древнеанглийском.
Древнегерманские дифтонги *ai и *au превратились в древнефризские ē/ā и ā соответственно, как например в словах ēn/ān («один») из прагерманского *ainaz, и brād из *braudą («хлеб»). В сравнении, эти дифтонги превратились в ā и ēa (ān и brēad) в древнеанглийском, и в ē и ō (ēn и brōd) в древнесаксонском. Дифтонг *eu в большинстве случаев превратился в ia, а древнегерманский *iu сохранился. Эти дифтонги первоначально начинались с силлабического (ударного) i, но ударение позднее сместилось на вторую гласную, дав в итоге iā и iū. Например, thiād («люди») and liūde из прагерманского *þeudō and *liudīz.
Как правило, h между гласными исчезло (sian из *sehwanaN), как и в древнеанглийском и древненидерландском. С другой стороны, h- в начале слова сохранилось. Древнефризский сохранял th во всех случаях дольше, чем древненидерландский и древнесаксонский, показывая постепенное распространение перехода от th к d с юга на север, начиная с южной Германии в IX веке как часть Второго передвижения согласных, но не затронувшего фризский язык до XIII или XIV века.

## Грамматика
В древнефризском языке сохранились склонения:
| Падеж          | ед. число | мн. число   |
| -------------- | --------- | ----------- |
| 1 Именительный | dei/dî    | degar       |
| 2 Родительный  | deis/dîs  | dega        |
| 3 Дательный    | dei/dî    | degum/degem |
| 4 Винительный  | dei/dî    | degar       |

## Письменные памятники
Наиболее ранние из известных образцов древнефризской письменности — несколько экземпляров рунических надписей периода до IX века в очень ранней форме языка. Эти рунические письмена, однако, состоят из не более чем одной надписи из одного или нескольких слов.
Первые образцы классического древнефризского языка — несвязные слова в латинском контексте — принадлежат периоду с IX века. Древнефризский язык засвидетельствован в ряде дошедших рукописей, принадлежащих периоду с XII по XIII век, но большинство из них — периоду с XIV по XV век. Как правило, это тексты в основном юридического содержания. Характерной особенностью древнефризских юридических текстов было то, что почти все они представляют собой переработку материала, возникшего в различных районах и в разное время. В словаре текстов того времени много заимствований, в их синтаксисе заметно несомненное влияние латыни. В других памятниках данного периода  — дипломатических актах, кадастровых реестрах, судебных протоколах и т. д. — отражён специфичный узус, используются особая орфография и ряд своеобразных языковых форм. Их правописание весьма произвольно и непоследовательно. В текстах очень употребительны штампы и выражения, не встречающиеся в других древнефризских памятниках. Ниже приведён список документов на древнефризском языке в хронологическом порядке:
- первая Брокмерская рукопись (B1), между 1276 и 1300 годами
- первая Рюстрингская рукопись (R1), около 1300 года
- вторая Рюстрингская рукопись (R2), 1327 год
- вторая Брокмерская рукопись (B2), 1345 год
- первая рукопись из Хунсиго (H1), 1325—1350 годы
- вторая рукопись из Хунсиго (H2), 1325—1350 годы
- первая рукопись из Эмсинго (E1), около 1400 года
- рукопись из Фивельго (F), между 1427 и 1450 годами
- третья рукопись из Эмсинго (E3), около 1450 года
- вторая рукопись из Эмсинго (E2), немного позднее 1450 года
- Processus Judicii (E4), 1457 год
- Jus Municipale Frisonum (J), 1464 год
- Codex Unia (U), 1477 год
- Codex Roorda (Ro), 1480–1485 годы
- Codex Parisiensis (P), 1483–1500 годы
- Freeska Landriucht (D), около 1485 года
- Codex Aysma (A), около 1500 года
- Codex Furmerius (Fs), около 1600 года

Фризские поселенцы на побережье Южной Ютландии (нынешняя Северная Фрисландия) также говорили на древнефризском, но письменные источники того времени в этой области до сих пор не найдены. Также не сохранилось ни одного документа на древнефризском из района между Шельдой и Вли.